# Haemonchus
Genre
Haemonchus est un genre de nématodes de la famille des Trichostrongylidae et dont la répartition est cosmopolite.

## Systématique
Le genre Haemonchus a été créé en 1898 par le nématologiste américain Nathan Augustus Cobb (1859-1932).

## Liste d'espèces
Selon NCBI (6 octobre 2022) :
- Haemonchus bedfordi Le Roux, 1929
- Haemonchus contortus (Rudolphi, 1803)
- Haemonchus contortus × Haemonchus placei
- Haemonchus longistipes
- Haemonchus placei (Place, 1893)
- Haemonchus similis Travassos, 1914